# ميلاد (مسلسل)
مسلسل ميلاد تركي (بتركي Milat) أشهر مسلسلات تركيا أنتاج عام 2015 على قناة مؤسسة الإذاعة والتلفزيون التركية

## قصة المسلسل
تعتبر قصة المسلسل التركي ميلاد Milat من أكثر القصص إثارة حيث يحكي عن
قصة في تسعينيات القرن الماضي حيث وجد قاتل مرحال، يحب أن يقتل ثم ينتقل إلى مكان أخر وينتقي ضحاياة

## تصنيف المسلسل
يصنف المسلسل التركي ميلاد Milatعلى انه:
أكشن، غموض

## نجوم المسلسل
شارك في بطولة المسلسل التركي ميلاد Milat مجموعة من الممثلين ومن أهم النجوم الذي شاركوا في الفيلم:
- Ismail Hakki اسماعيل حقي
- Ufuk Bayraktar أوفوك بيرقدار
- Burcu Kara بورجو كارا

## كاتب السيناريو
المسلسل التركي ميلاد Milat قام بكتابة السيناريو والحوار
- Sabri Saydam صبري صيام

## مخرج المسلسل
قام بالإدارة العامة وإخراج الفيلم:
- Hakan Kursun هاكان كورسن

## تقييم المسلسل
تم تقييم المسلسل التركي ميلاد Milat من قبل الخبراء بنسبة 6.7 / 10

## تاريخ إنتاج المسلسل
تم إنتاج المسلسل التركي ميلاد Milat بتاريخ 4 فبراير 2015 ميزانية إنتاج المسلسل
كلف إنتاج المسلسل التركي ميلاد Milat ما قيمته 600,000 ليرة تركيبة